# قرأت مجدك
قرأت مجدك قصيدة للشاعر اللبناني سعيد عقل وغنتها فيروز.

## نص القصيدة
قرأتُ مجدَكِ في قلبي و في الكُتُـبِ         شَـآمُ ، ما المجدُ؟ أنتِ المجدُ لم يَغِبِ 

إذا على بَـرَدَى حَـوْرٌ تأهَّل بي         أحسسْتُ أعلامَكِ اختالتْ على الشّهُبِ 

أيّـامَ عاصِمَةُ الدّنيا هُـنَا رَبطَـتْ         بِـعَزمَتَي أُمَـويٍّ عَزْمَـةَ الحِقَـبِ 

نادتْ فَهَـبَّ إلى هِنـدٍ و أنـدلُـسٍ         كَغوطةٍ مِن شَبا المُـرَّانِ والقُضُـبِ 

خلَّـتْ على قِمَمِ التّارِيـخِ طابَعَـها         وعلّمَـتْ أنّـهُ بالفتْـكَـةِ العَجَـبِ 

و إنما الشعـرُ شرطُ الفتكةِ ارتُجلَت         على العُـلا و تَمَلَّـتْ رِفعَـةَ القِبَبِ 

هذي لها النصرُ لا أبهى، فلا هُزمت         وإن تهَـدّدها دَهـرٌ مـنَ النُـوَبِ 

و الانتصارُ لعَـالي الـرّأسِ مُنْحَتِمٌ         حُلواً كما المَوتُ،جئتَ المَوتَ لم تَهَبِ 

شآمُ أرضَ الشّهاماتِ التي اصْطَبَغَتْ         بِعَـنْدَمِيٍّ تَمَتْـهُ الشّـمْسُ مُنسَـكِبِ 

ذكّرتكِ الخمسَ و العشـرينَ ثورتها         ذاكَ النفيرُ إلى الدّنيا أنِ اضْطَـرِبي 

فُكِّي الحديدَ يواعِـدْكِ الأُلى جَبَهـوا         لدولةِ السّـيفِ سَـيفاً في القِتالِ رَبِي 

و خلَّفُـوا قَاسـيوناً للأنـامِ غَـداً         طُوراً كَسِـيناءَ ذاتِ اللّـوحِ والغلَبِ 

شآمُ... لفظُ الشـآمِ اهتَـزَّ في خَلَدي         كما اهتزازُ غصونِ الأرزِ في الهدُبِ 

أنزلتُ حُبَّـكِ في آهِـي فشــدَّدَها         طَرِبْتُ آهاً، فكُنتِ المجدَ في طَـرَبِي